# 国民政府资源委员会旧址
国民政府资源委员会旧址位于中国江苏省南京市鼓楼区中央门街道中山北路200号（原虹桥20号），今为南京工业大学虹桥校区办公楼。该建筑建于1947年，由杨廷宝设计，原由大门、警卫亭、办公楼和辅助用房组成，其中大门临中山北路、面朝西南，单开间，两个立柱内各设有一个警卫室，大门两侧各有一个警卫亭（今存西北侧警卫亭），大门与警卫亭均为砖木结构，屋顶覆以绿色琉璃瓦，警卫亭采用庑殿顶仿古建筑风格，梁枋施有彩绘。办公楼为两层混合结构建筑，面朝东南，红砖墙，屋顶覆以灰色水泥板瓦，建筑面积约2,600平方米。

## 图集
- 主楼南侧
- 主楼南侧入口
- 主楼南侧东半部分
- 主楼北侧沿街